# Lückerath (Mechernich)
Lückerath is een plaats in de Duitse gemeente Mechernich, deelstaat Noordrijn-Westfalen, en telt 348 inwoners.